# Adolf Wöhler
Adolf Wöhler (* 21. Dezember 1933 in Edemissen; † 14. März 1986 in Bremen) war ein Trainer im deutschen Galoppsport. Er war unter anderem Jockey bei A. P. Schläfke in Dortmund im Hindernisrennen. Seine Siege im Derby mit Königssee 1975 und Surumu 1977 gingen in die Geschichte des Reitsports ein. Nach dem Ende seiner Reiterkarriere wurde Wöhler Pferdetrainer. Er hatte seinen Rennstall als Trainer in der Galopprennbahn Bremen. Aus seinem Training gingen rund 1000 siegreiche Pferde hervor. Sein Sohn ist Andreas Wöhler.